# 長崎公車劫持事件
長崎公車劫持事件發生於1977年10月15日的日本長崎縣，總共有兩名犯人參與此次事件。事件最後一名犯人遭到射殺，人質全數安全救出。

## 事件經過
1977年10月15日上午，從長崎縣平戶市開往長崎市的西肥巴士公車途經大村市時，遭到以「阿蘇聯合赤軍」為名的兩名男性以手槍與炸彈劫持。之後在長崎市內的加油站加油時，被加油站員工發現並報警處理。警察讓公車引擎無法發動之後，包圍該輛公車。
犯人以釋放五名乘客做為條件，要求交換食物與水。然後，犯人要求「瀨戶山法務大臣與新自由俱樂部的細川隆元作為談判代表，否則不予回應。」。很快地這起事件被判斷為與赤軍派毫無關係。只是犯人藉著赤軍派的名義，臨時起意犯下的一起案件。
長崎縣警察嘗試對犯人進行勸導，不過顧慮到人質的體力已經到達極限，事件發生後18個小時，也就是隔日16日上午4點25分進行攻堅，並對兩犯人進行射擊。主嫌當場遭到射殺，另一人則受了重傷，最後所有人質平安救出。在攻堅之前，一名警官嘗試說服犯人，最後反倒激怒對方，主嫌在丟出土製炸彈的瞬間，長崎縣警察突擊隊對嫌犯進行射擊，主嫌身重七槍死亡。
重傷的犯人最後被判決六年徒刑。
在日本因為射殺犯人而解決的劫持事件，此次事件是暨1970年瀨戶內劫船事件發生以來第二例。